# Danalith
Danalith ist ein selten vorkommendes Mineral aus der Mineralklasse der „Silikate und Germanate“. Es kristallisiert im kubischen Kristallsystem mit der chemischen Zusammensetzung Fe4[S|(BeSiO4)3], ist also chemisch gesehen ein Eisen-Beryllium-Silikat mit Schwefel als zusätzlichen Anionen. Strukturell gehört Danalith zu den Gerüstsilikaten (Tektosilikaten).
Danalith ist das Eisen-Analogon zum manganhaltigen Helvin (Mn4[S|(BeSiO4)3]) und zinkhaltigen Genthelvin (Zn4[S|(BeSiO4)3]) und bildet mit diesen jeweils eine lückenlose Mischkristallreihe. Die Mischkristallformel wird entsprechend mit (Mn,Fe,Zn)4[S|(BeSiO4)3] angegeben, wobei sich die in der ersten runden Klammer angegebenen Elemente jeweils gegenseitig vertreten können (Substitution, Diadochie), jedoch immer im selben Mengenverhältnis zu den anderen Formelbestandteilen stehen.
Das Mineral entwickelt meist oktaedrische oder dodekaedrische Kristalle bis etwa 10 Zentimeter Größe mit glas- bis fettähnlichem Glanz auf den Oberflächen. In reiner Form ist Danalith farblos und durchsichtig. Durch vielfache Lichtbrechung aufgrund von Gitterbaufehlern oder polykristalliner Ausbildung kann er aber auch weiß erscheinen und durch Fremdbeimengungen eine gelbe, rosa bis rote oder rötlichbraune Farbe annehmen, wobei die Transparenz entsprechend abnimmt.

## Etymologie und Geschichte

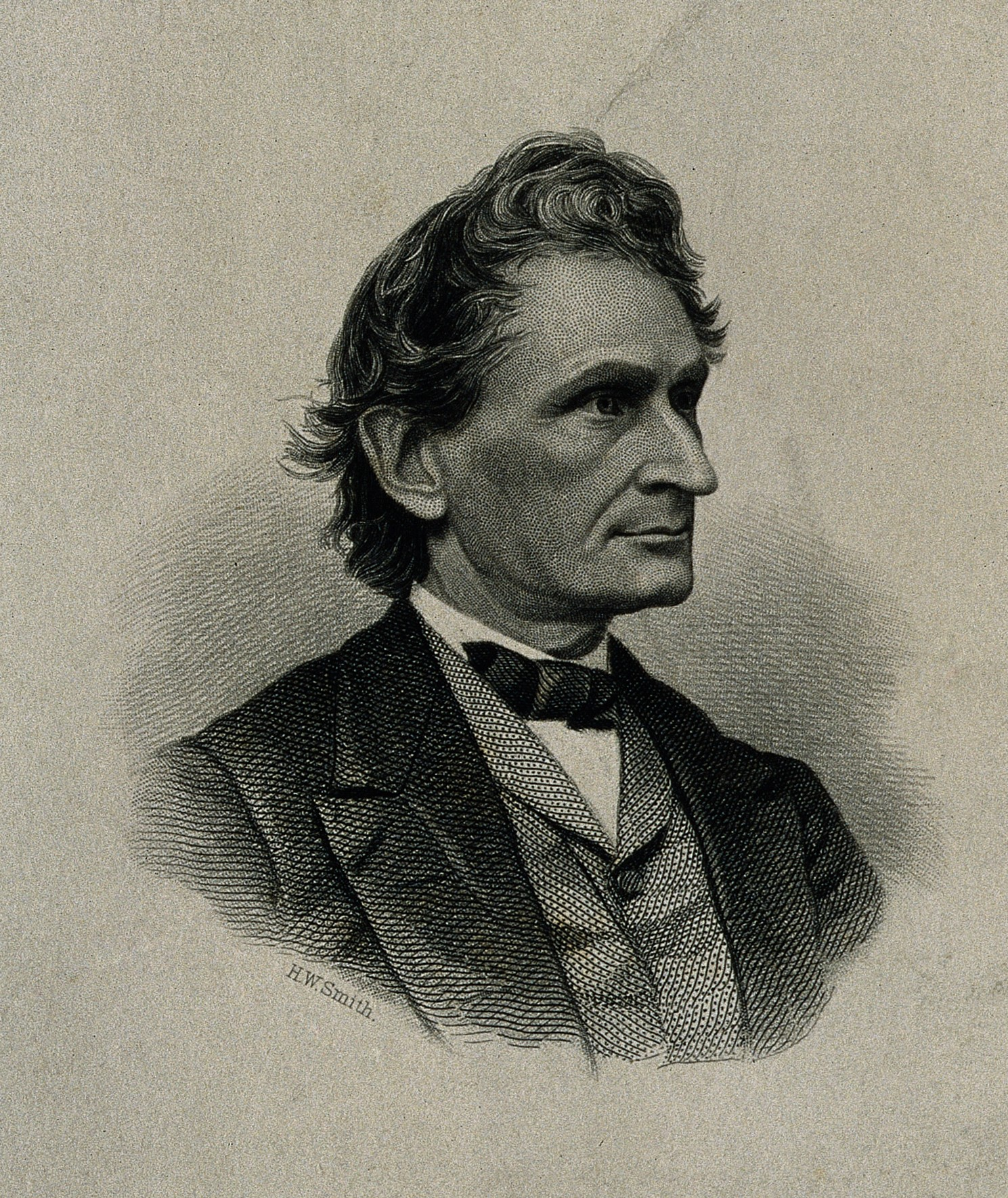
Namensgeber James Dwight Dana 1869

Erstmals entdeckt wurde Danalith in den Granitsteinbrüchen nahe Rockport am Cape Ann im Essex County des US-Bundesstaates Massachusetts. Die Analyse und Erstbeschreibung erfolgte 1866 durch Joslah P. Cooke, Jr., der das Mineral nach dem bekannten Mineralogen James Dwight Dana benannte. Der Beschreibung von Cooke nach fand sich das Mineral in Form von fleischroten Einsprenglichen in den abgebauten Graniten, dessen Farbe der von Rhodonit ähnelten. Das Exemplar für die Analyse (Typmaterial) erhielt Cooke von W. J. Knowlton von der Lawrence Scientific School.
Das Typmaterial des Minerals wird an der Harvard University (HMM) in Cambridge, Massachusetts unter der Katalognummer 85384 und im National Museum of Natural History (NMNH) in Washington, D.C. in den USA unter der Katalognummer 124353 sowie im Natural History Museum (NHM) in London, England unter der Katalognummer 1976,422 aufbewahrt.
Da der Danalith bereits lange vor der Gründung der International Mineralogical Association (IMA) bekannt und als eigenständige Mineralart anerkannt war, wurde dies von ihrer Commission on New Minerals, Nomenclature and Classification (CNMNC) übernommen und bezeichnet den Danalith als sogenanntes „grandfathered“ (G) Mineral. Die seit 2021 ebenfalls von der IMA/CNMNC anerkannte Kurzbezeichnung (auch Mineral-Symbol) von Danalith lautet „Dan“.

## Klassifikation
In der letztmalig 1977 überarbeiteten 8. Auflage der Mineralsystematik nach Strunz gehörte der Danalith zur Mineralklasse der „Silikate“ und dort zur Abteilung „Gerüstsilikate (Tektosilikate)“, wo er gemeinsam mit Genthelvin und Helvin in der „Helvin-Reihe“ mit der Systemnummer VIII/F.08 steht.
In der zuletzt 2018 überarbeiteten Lapis-Systematik nach Stefan Weiß, die formal auf der alten Systematik von Karl Hugo Strunz in der 8. Auflage basiert, erhielt das Mineral die System- und Mineralnummer VIII/J.12-010. Dies entspricht der Klasse der „Silikate“ und dort der Abteilung „Gerüstsilikate“, wo Danalith zusammen mit Genthelvin und Helvin eine unbenannte Gruppe mit der Systemnummer VIII/J.12 bildet.
Die von der International Mineralogical Association (IMA) zuletzt 2009 aktualisierte 9. Auflage der Strunz’schen Mineralsystematik ordnet den Danalith in die erweiterte Klasse der „Silikate und Germanate“ und dort in die neu definierte Abteilung „Gerüstsilikate (Tektosilikate) ohne zeolithisches H2O“ ein. Diese ist weiter unterteilt nach der möglichen Anwesenheit zusätzlicher Anionen, so dass das Mineral entsprechend seiner Zusammensetzung in der Unterabteilung „Gerüstsilikate (Tektosilikate) mit zusätzlichen Anionen“ zu finden ist, wo es zusammen mit Bicchulith, Genthelvin, Haüyn, Helvin, Kamaishilith, Lasurit, Nosean, Sodalith, Tsaregorodtsevit und Tugtupit die „Sodalith-Danalith-Gruppe“ mit der Systemnummer 9.FB.10 bildet.
In der vorwiegend im englischen Sprachraum gebräuchlichen Systematik der Minerale nach Dana hat Danalith die System- und Mineralnummer 76.02.04.02. Das entspricht ebenfalls der Klasse der „Silikate“ und dort der Abteilung „Gerüstsilikate: Al-Si-Gitter“. Hier findet er sich innerhalb der Unterabteilung „Gerüstsilikate: Al-Si-Gitter, Feldspatvertreter und verwandte Arten“ in der  „Helvingruppe“, in der auch Helvin und Genthelvin eingeordnet sind.

## Kristallstruktur
Danalith kristallisiert kubisch in der Raumgruppe P43n (Raumgruppen-Nr. 218) mit dem Gitterparameter a = 8,23 Å sowie zwei Formeleinheiten pro Elementarzelle.

## Bildung und Fundorte

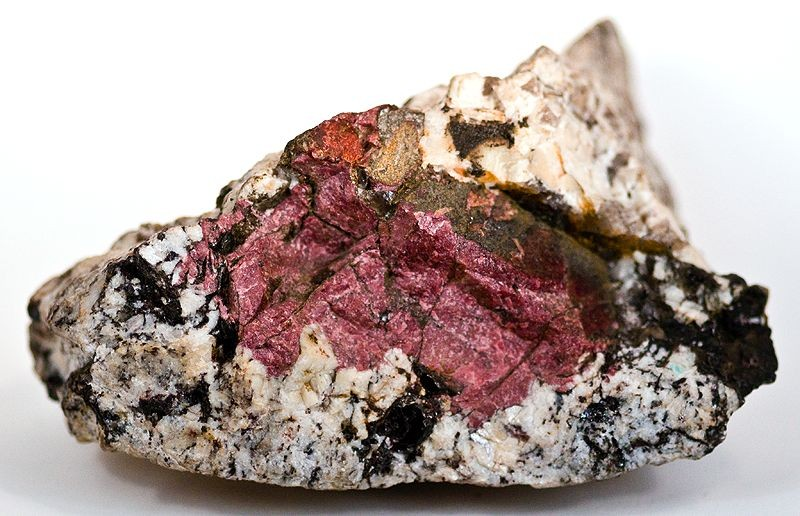
Rosaroter Danalith aus Rockport, Massachusetts, USA (Größe: 14,0 cm × 12,4 cm × 7,1 cm)

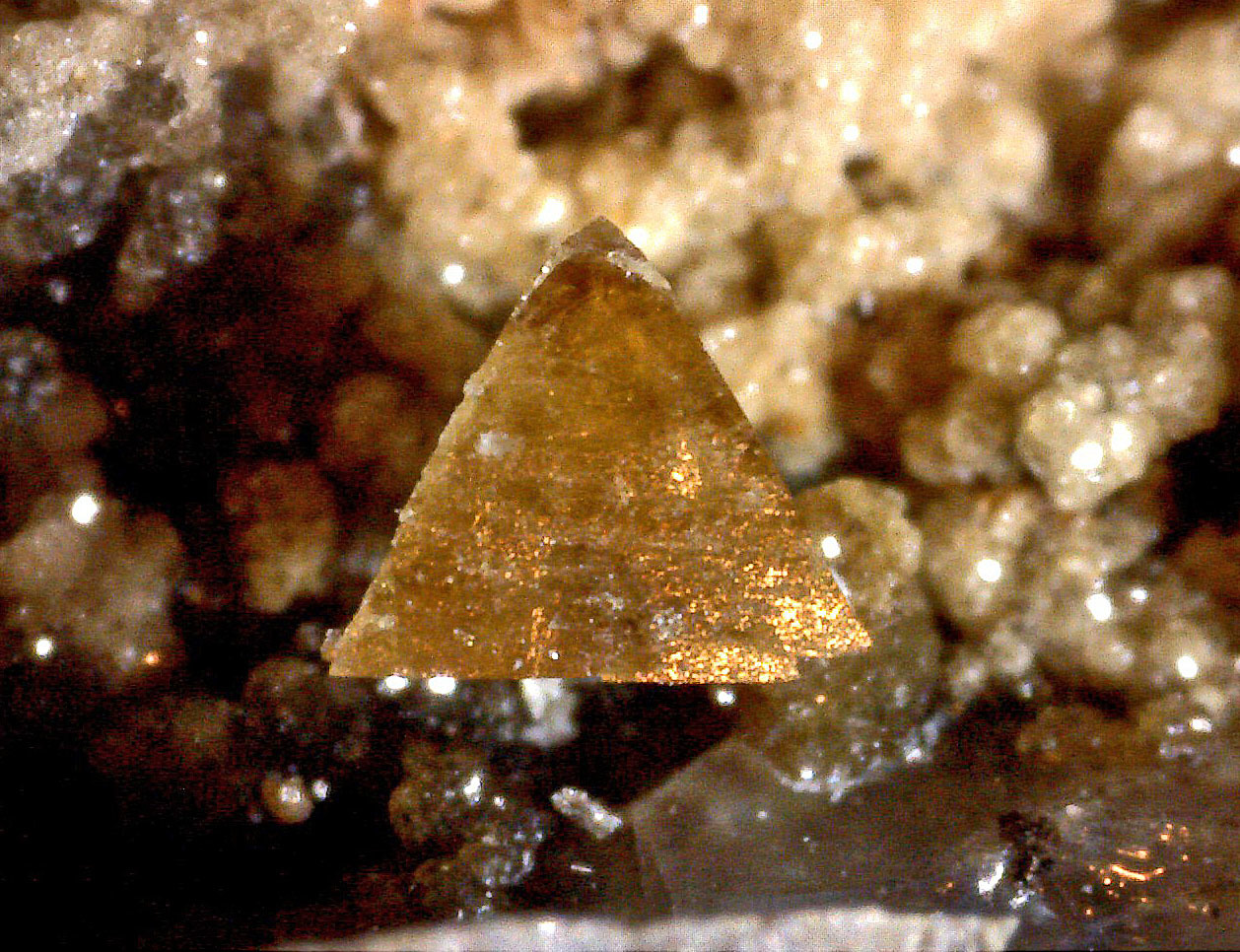
Gelber Danalithkristall aus den Victorio-Mountains, Luna County, New Mexico (Sichtfeld: 16 mm)

Danalith bildet sich entweder magmatisch in Graniten und granitischen Pegmatiten oder hydrothermal in Gneisen, Skarnen und auf Erzgängen. Als Begleitminerale können je nach Fundort unter anderem Albit, Kassiterit, Pyrit und Muskovit in zinnhaltigen Pegmatiten; Granat, Fluorit und Magnetit (in Skarn) oder Arsenopyrit, Chlorit und Quarz (in hydrothermalen Lagerstätten) auftreten.
Als seltene Mineralbildung konnte Danalith nur an wenigen Orten nachgewiesen werden, wobei weltweit bisher rund 80 Vorkommen dokumentiert sind (Stand 2024). Neben seiner Typlokalität Rockport trat das Mineral in Massachusetts noch an mehreren Stellen um Gloucester zutage. Daneben fand man es in den Vereinigten Staaten noch bei Jerome im Yavapai County von Arizona; im Cheyenne District und am Stove Mountain im El Paso County (Colorado); an mehreren Orten im Carroll County (New Hampshire); bei Victorio im Luna County, am Iron Mountain im Sierra County und in der Harding Mine im Taos County in New Mexico.
In Deutschland konnte Danalith bisher nur am Krennbruch in der niederbayerischen Gemeinde Saldenburg und im Schurf 24 an der Schwarzenberger Kuppel bei Pöhla in Sachsen gefunden werden.
Der bisher einzige bekannte Fundort in Österreich ist der Steinbruch „Poschacher“ bei Artolz in der niederösterreichischen Gemeinde Pfaffenschlag bei Waidhofen an der Thaya.
Auch in der Schweiz ist mit dem Murettopass (italienisch Passo del Muretto) nahe Maloja im Kanton Graubünden bisher nur ein Fundort bekannt.
Weitere Fundorte liegen unter anderem in Argentinien (Catamarca), Australien (South und Western Australia, Tasmanien), Brasilien (Goiás), China (Hunan, Innere Mongolei, Jiangxi, Yunnan), Finnland (Kainuu, Satakunta, Uusimaa), Japan (Hiroshima, Hyōgo, Kyōto, Yamaguchi), Kanada (British Columbia, Yukon), Ostkasachstan, Mexiko (Chihuahua), Myanmar (Kayah-Staat), Norwegen (Buskerud, Nordland), Russland (Republik Karelien, Murmansk, Tscheljabinsk, Tuwa), Schweden (Örebro, Stockholm), Somaliland, Tschechien (Südböhmen), der Ukraine (Schytomyr), im Vereinigten Königreich (England, Nordirland) und in Vietnam (Thái Nguyên).